# محمدرضا یزدی
محمّدرضا یزدی (زادهٔ ۱۳۴۲) سرتیپ‌دوم سپاه پاسداران انقلاب اسلامی است، که در فاصله سال‌های ۱۳۹۶ تا ۱۳۹۹ به‌عنوان فرمانده سپاه محمد رسول‌الله تهران بزرگ فعالیت می‌کرد. وی از آبان ۱۴۰۰ تا اردیبهشت ۱۴۰۳ رئیس دبیرخانه ستاد هماهنگی مبارزه با مفاسد اقتصادی بود.
یزدی فعالیت نظامی را از سال ۱۳۵۹ به‌عنوان نیروی داوطلب از بسیج آغاز کرد، در سال ۱۳۶۰ به عضویت سپاه پاسداران درآمد و در خلال جنگ ایران و عراق، از ۱۳۶۳ تا ۱۳۶۷ فرماندهی گردان عمار از لشکر ۲۷ محمد رسول‌الله را برعهده داشت.

## زندگی‌نامه
محمّدرضا یزدی از فرماندهان سپاه پاسداران است. او از تیر ۱۳۹۶ تا آذر ۱۳۹۹ فرمانده سپاه محمد رسول‌الله تهران بزرگ بود. وی پیش از فرماندهی در سپاه محمد رسول‌الله، معاون حقوقی و امور مجلس سپاه پاسداران بود.
یزدی پیش از عضویت رسمی در سپاه پاسداران در سال ۱۳۶۰ مدت کوتاهی در استان کردستان و تحت فرماندهی احمد متوسلیان، به‌عنوان نیروی داوطلب بسیجی فعالیت داشت. بعد از آن به عضویت گردان ۴ پادگان ولیعصر تهران درآمد و برای شرکت در جنگ ایران و عراق به جبهه‌های جنوب رفت.
او در سال‌های اول جنگ هم تحت فرماندهی متوسلیان در تیپ و سپس لشکر ۲۷ محمد رسول‌الله بود و با تشکیل گردان عمار در این لشکر، عضو این گردان شد. یزدی در سال ۱۳۶۳ فرمانده گردان عمار شد و تا پایان جنگ این سمت را برعهده داشت. بعد از جنگ مدتی جانشین فرماندهی تیپ عمار و بعد هم معاون عملیات لشکر بود. او بعد از خروج از لشکر محمد رسول‌الله در امور ستادی سپاه مشغول به کار شد.